# Piatã
Piatã är en kommun i Brasilien.   Den ligger i delstaten Bahia, i den östra delen av landet, 700 km öster om huvudstaden Brasília. Antalet invånare är 17 985.
I omgivningarna runt Piatã växer huvudsakligen savannskog. Runt Piatã är det glesbefolkat, med 12 invånare per kvadratkilometer.